# Palais Barbarigo Nani Mocenigo
Le palais Barbarigo Nani Mocenigo est un palais gothique de Venise situé dans le quartier  Dorsoduro, le long de la digue Nani sur la rivière San Trovaso, près du campo du même nom .

## Histoire
Le palais qui date du XVe siècle était la résidence de la famille Barbarigo ,. Le bâtiment faisait partie de la dot qu'Elena Barbarigo, fille du doge Agostin Barbarigo, apporta à son mari Giorgio Nani. Le palais passa à son fils Bernardo, fondateur de la branche familiale nommée di San Trovaso. Dans la première moitié du XIXe siècle, la lignée de San Trovaso s'éteignit et l'édifice  devint la maison des parents éloignés de Nani Mocenigo qui vivaient auparavant dans un immeuble du quartier de Cannaregio ,,.
Une partie du bâtiment appartient  à cette famille, tandis que le reste a été acheté par l'université Ca' Foscari, qui en a fait le siège du département d'études italiennes, avec une bibliothèque attenante. Depuis 2007, le bâtiment est  vide, parfois loué à de riches touristes ou utilisé pour des événements artistiques. À partir de 2022, le bâtiment est utilisé comme hôtel.

## Architecture
Le palais est un exemple typique de l'architecture gothique vénitienne des XIVe et XVe siècles. La façade de forme carrée comporte trois niveaux et une mezzanine. Le rez-de-chaussée offre deux portails gothiques : le central et le plus petit à gauche. Les deux étages nobles ont des quadriphores centraux soutenus par des balustrades et flanqués de paires de fenêtres ogivales à une lumière. Le premier étage noble comporte une paire d'armoiries dans les ailes.
Sur le côté droit du toit se trouve une terrasse donnant sur la zone de San Trovaso et du canal de la Giudecca.